# Jürgen Beck (Handballspieler)
Jürgen Beck (* 13. August 1959 in Eisenach) ist ein deutscher Handballspieler.
Der auf der Position rechter Außenspieler eingesetzte Jürgen Beck spielte bis 1997 beim ThSV Eisenach. Anschließend war er ehrenamtlich im Aufsichtsrat der ThSV-Marketing GmbH für die sportlichen Belange tätig.
Jürgen Beck begann seine sportliche Laufbahn in der Leichtathletik; er besuchte von 1973 bis 1976 die Sportschule des SC Turbine Erfurt und wurde 1974 DDR-Vizemeister im Zehnkampf. Er schloss eine Lehre zum Fahrzeugschlosser mit Abitur im Automobilwerk Eisenach ab und arbeitete anschließend auch in diesem Werk. Im Jahre 1985 wurde Jürgen Beck in die Handballnationalmannschaft der DDR berufen.
Jürgen Beck stammt aus einer sportbegeisterten Familie: bereits sein Vater Herbert Beck war ein rings um Eisenach als „Bongo“ bekannter Amateurboxer und Handballfan, sein älterer Bruder Helmut Beck ist Diplom-Sportlehrer in Stuttgart, Jürgen Beck, der auch unter dem Nickname des Vaters - „Bongo“ bekannt wurde, spielte ab seinem 17. Lebensjahr Handball und wurde als Talent von Frieder Singwald entdeckt. Er spielte bei der BSG Motor Eisenach und stand 1977 im Aufgebot der ersten Männermannschaft unter Trainer Hans-Joachim Ursinus. Nach 1990 war er beruflich in Eschwege tätig und spielte dort beim TSV Eschwege. Als sein Arbeitgeber 1993 in Eisenach eine Filiale eröffnete, kehrte Jürgen Beck auch sportlich nach Eisenach zurück, er spielte erneut beim ThSV Eisenach, den er 1996/97 als Mannschaftskapitän in die Handball-Bundesliga führte. Nach dem Abstieg der Mannschaft und dem damit verbundenen Trainerwechsel übernahm Beck zeitweise die Betreuung der Mannschaft als Interims-Trainer.